# Svítá
Svítá je zpěvník používaný Českobratrskou církví evangelickou, která jej vydala v roce 1992. Obsahuje písně zpívané především mládeží. V některých sborech této církve se používá i při bohoslužbách. Jméno zpěvník převzal podle písně Svítá novej den od Jaromíra Plíška.
Zpěvník se však používá i v jiných církvích a sborech, namátkou třeba v Baptistickém sboru Na Topolce.

## Autoři a repertoár
Ve zpěvníku se vedle jiných objevují písně, jejímiž autoři jsou například Petr Eben, Ivo Fischer, Jiří Gruber, Jaroslav Hutka, Svatopluk Karásek, Stanislav Klecandr, Tomáš Najbrt, Jaromír Plíšek, Miloš Rejchrt, Štěpán Hájek, Jiří Schneider či Jiří Tichota. Doprovodné ilustrace ztvárnil Zdeněk Šorm.
Zpěvník obsahuje 489 písní, převážně jde o písně z 60. – 80. let, hojně jsou zastoupeny české překlady spirituálů, ale je zde i několik starých písní, např. Kristus je má síla původně z Kancionálu řezníků Novoměstských z roku 1567. Písně jsou řazené abecedně podle incipitu, na konci zpěvníku jsou pak zvlášť zařazeny kánony, zpěvy z Taizé, liturgické zpěvy napsané Dorotheou Kellerovou, Ebenova Truvérská a Renčova Rytmická mše. U písní jsou také odkazy na biblické pasáže, ke kterým se vztahuje text písně.
Písně jsou opatřeny akordovými značkami a doprovázeny převážně na kytaru.

## Vydání zpěvníku
Zpěvník Svítá má do roku 2015 pět vydání.
První vydání zpěvníků Svítá vyšlo v roce 1992. Pro jeho nekvalitní vazbu je mu dávána přezdívka "salát". V prvním vydání chybí jména autorů písní.
Druhé vydání zpěvníku vyšlo roku 1999. Nejviditelnější změnou odlišná vazba zpěvníku. U písní jsou uvedena jména autorů. Dále jsou opraveny některé chyby. Zajímavostí je změna řazení slok u písně Veselý chvalozpěv od Tomáše Najbrta, která je ve zpěvníku pod číslem 161.
Třetí vydání vstoupilo na pulty knihkupců v roce 2002, čtvrté roku 2008 a páté v roce 2014. V rámci reedicí byla postupně doplňována chybějící jména autorů a opravovány drobné chyby.
Dostupný je i pro smartphony vybavené operačním systémem Android, a to včetně notace.

### Nová píseň
Svítá navazuje na starší zpěvník Nová píseň, načerno vytištěný v Holandsku během normalizace. V Nové písni jsou k dispozici starší zápisy některých písní použitých ve Svítá a také několik písní, které se do následujícího zpěvníku nedostaly.

### Následovníci zpěvníku
Mezi následovníky zpěvníku Svítá můžeme řadit Dodatek k evangelickému zpěvníku vydaný v roce 2000. Jeho vydáním se mnoho písní ze Svítá stalo součástí běžného repertoáru zpívaného při bohoslužbách. K písním byl také složen varhanní doprovod.
Některé písně ze Svítá převzal křesťanský zpěvník Hosana.